# Historia de Venezuela (1958-1999)

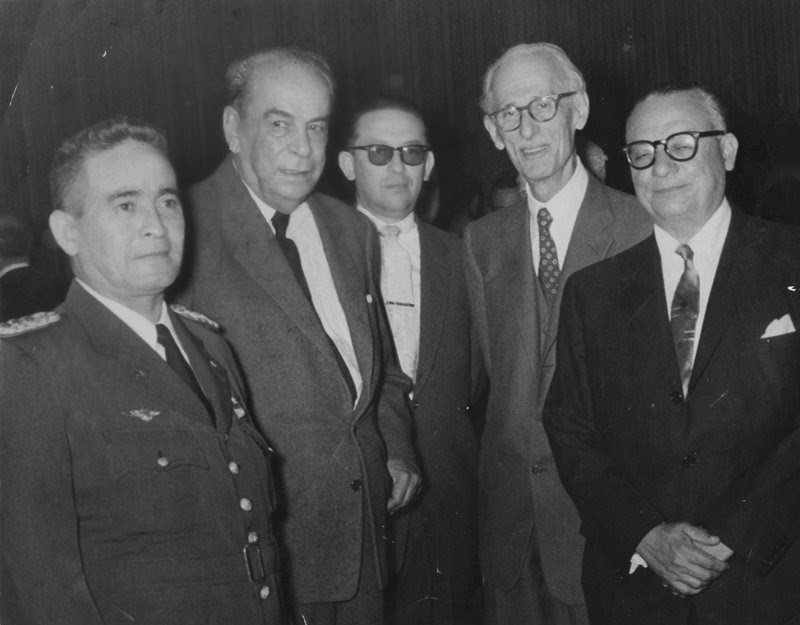
Presidentes de Venezuela reunidos tras la caída de la dictadura perezjimenista, de izquierda a derecha: Wolfgang Larrazábal, Rómulo Gallegos, Édgar Sanabria, Eleazar López Contreras y Rómulo Betancourt.

La historia de Venezuela entre 1958 y 1999 comprende el período democrático iniciado tras el derrocamiento de la dictadura militar de Marcos Pérez Jiménez, y abarca desde la gobierno interino de Wolfgang Larrazábal hasta la segunda presidencia de Rafael Caldera.
Rómulo Betancourt es investido como presidente en 1959. Le sigue Raúl Leoni en 1964 (AD), Rafael Caldera en 1969 (COPEI), Carlos  Andrés Pérez en 1974 (AD), Luis Herrera Campins en 1979 (COPEI), Jaime Lusinchi en 1984 (AD) y nuevamente Carlos Andrés Pérez en 1989, período que no completará por un antejuicio de mérito y posterior enjuiciamiento por malversación. Esta estabilidad fue posible debido al Pacto de Puntofijo, un acuerdo de gobernabilidad en donde AD, COPEI y el URD se comprometían a reconocer los resultados electorales y evitar el sectarismo que existió en el Trienio Adeco.
Se excluyó al Partido Comunista de Venezuela, que asume la lucha armada en contra del pacto ya que según ellos la represión y el pacto no permitían una participación democrática, esta insurrección duró décadas a pesar de que el pacto solo se disolvió en 1967. A este alzamiento se le suma el Movimiento de Izquierda Revolucionaria (MIR), división del Partido Acción Democrática. Estos partidos se pacificaron en el gobierno de Rafael Caldera (COPEI), aunque se mantuvieron otros movimientos como Bandera Roja (estalinista) y el Partido de la Revolución Venezolana (bolivariano).

## Gobierno interino de Wolfgang Larrazábal

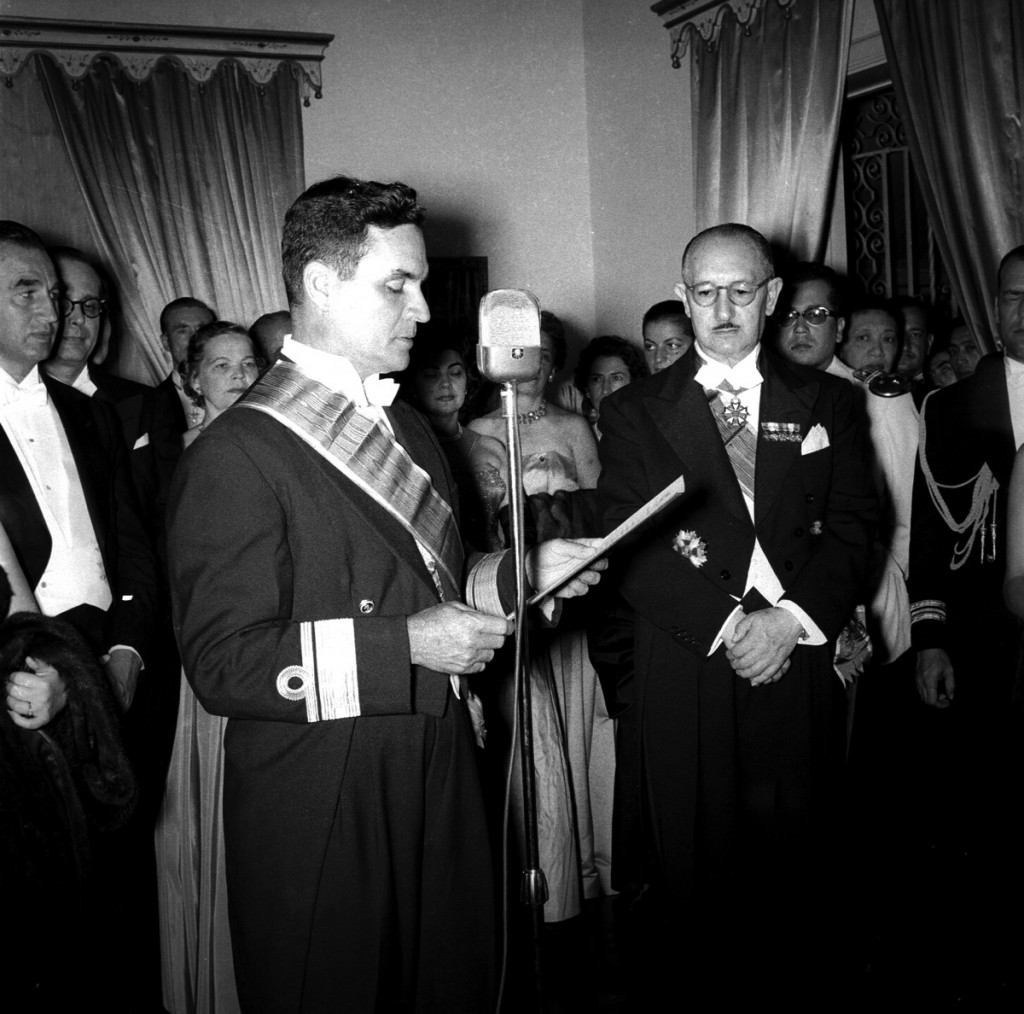
Wolfgang Larrazábal.

El gobierno interino de Wolfgang Larrazábal de la autodenominada Junta de Gobierno fue un gobierno de transición de la dictadura de Marcos Pérez Jiménez tras el golpe de Estado cívico-militar del 23 de enero de 1958 y duró desde ese momento hasta el 14 de noviembre.
El nombramiento del contraalmirante Wolfgang Larrazábal como presidente de la Junta de Gobierno por parte de los oficiales sublevados fue una concesión del sector civil, descontento con el resultado de la dictadura militar, en una delicada coyuntura política.
A nivel económico y laboral llevó a cabo su Plan de Emergencia, donde se contrató masivamente para la conclusión de obras públicas inacabadas para ese momento.
A nivel de defensa, sufrió el boicot de su ministro Jesús María Castro León, quien dejó el gabinete y se pronunció infructuosamente para proscribir los partidos políticos Acción Democrática y el Partido Comunista y aplazar las elecciones tres años, y lidió también con un fallido alzamiento militar en septiembre.
Su política de seguridad incluyó la clausura de la Dirección de Seguridad Nacional, lo que permitiría su posterior enjuiciamiento tras los crímenes cometidos en dictadura.

## Gobierno de Rómulo Betancourt

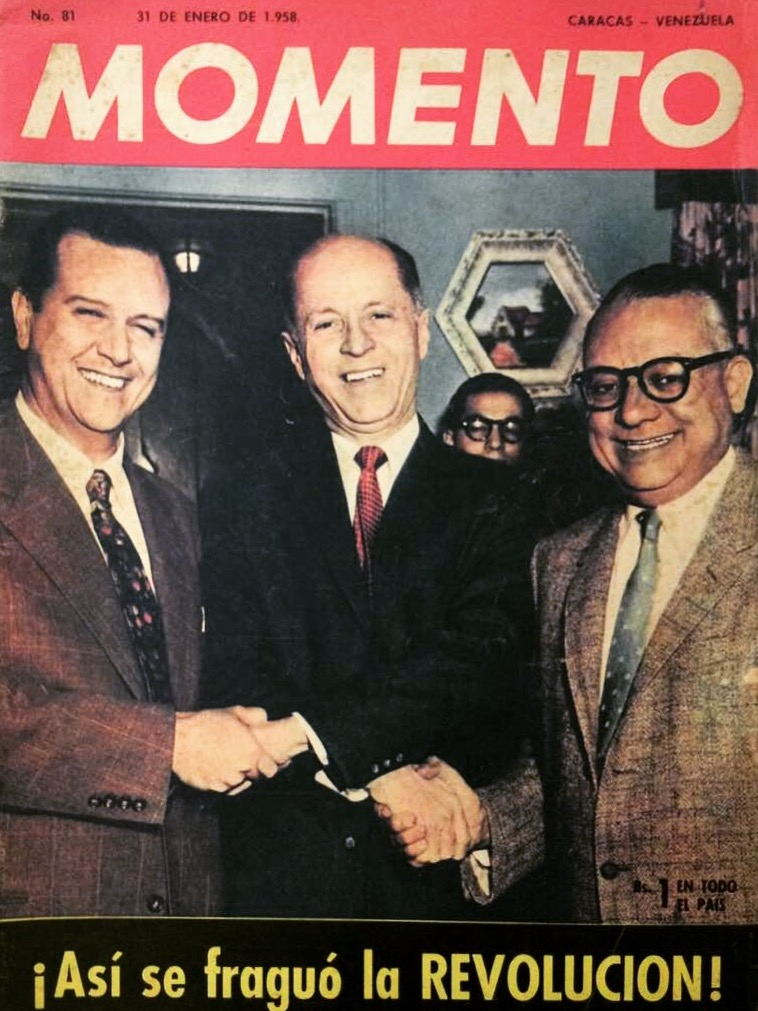
Portada de revista de 1958 con los principales firmantes del Pacto de Puntofijo, de izquierda a derecha: Rafael Caldera, Jóvito Villalba y Rómulo Betancourt.

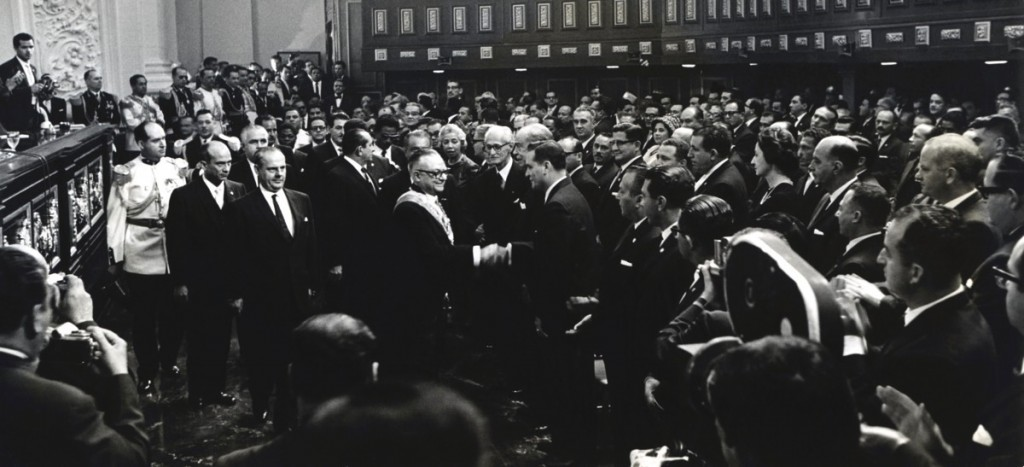
Toma de posesión de Rómulo Betancourt en 1959.

Betancourt promovió una doctrina internacional, en la que sólo reconocía a los gobiernos electos por votación popular y rompía con los regímenes dictatoriales, como el de la Cuba comunista. Coincidieron estos movimientos subversivos con una crisis económica, que Betancourt trató de apalear con algunas medidas como la Ley de Reforma Agraria, dictada por el Congreso Nacional el 22 de febrero de 1960 y la creación de la Corporación Venezolana de Guayana, el 25 de diciembre de 1960.

La nueva era democrática trajo consigo cambios a nivel político y económico. En su gobierno no se otorgó más concesiones petroleras a las empresas que operaban en el país, se constituyó la Corporación Venezolana del Petróleo, y se creó la OPEP en 1960, por iniciativa de Juan Pablo Pérez Alfonzo. Paralelamente se adelantó una ley de Reforma Agraria que redistribuiría los terrenos improductivos con el fin de detener el declive de la producción agrícola, debido al boom petrolero. Igualmente, se sancionó una nueva constitución en 1961.

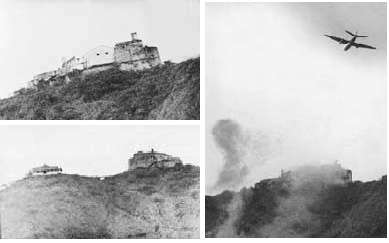
La Fuerza Aérea bombardea el Fortín Solano durante El Porteñazo, en 1962.

El nuevo orden tuvo sus antagonistas. Durante el mandato de Rómulo Betancourt tuvo que enfrentar los ataques de movimientos de extrema derecha, de los cuales destaca el alzamiento en San Cristóbal de Jesús María Castro León; y de la extrema izquierda con el apoyo del comunismo cubano, traducido en motines callejeros y movimientos insurreccionales como el protagonizado en la base naval de Carúpano. Por ejemplo, durante un desfile militar, el presidente Rómulo Betancourt sufrió un atentado planeado por el dictador dominicano Rafael Leónidas Trujillo con el fin de reiniciar la dictadura en Venezuela.  Los grupos izquierdistas excluidos del Pacto iniciaron una insurgencia armada, organizados en los focos guerrilleros de las Fuerzas Armadas de Liberación Nacional, auspiciadas por el Partido Comunista. En 1962, intentaron la desestabilización vía los cuerpos militares, protagonizando dos fallidas revueltas, una en Carúpano y otra en Puerto Cabello. 

## Gobierno de Raúl Leoni

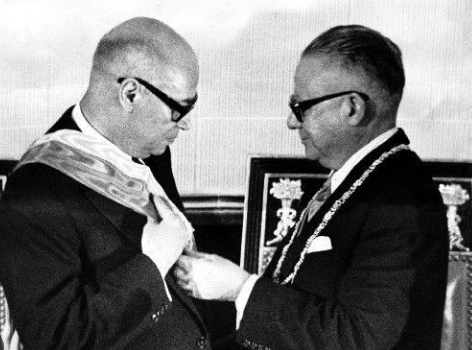
Raúl Leoni recibe el traspaso presidencial de su compañero, el presidente Betancourt.

En las siguientes elecciones de 1963 resultó electo el médico Raúl Leoni.  Su gobierno se caracterizó por acentuar los rasgos de política social, económica y cultural de su antecesor. Durante su mandato incrementó 98 % el presupuesto de Educación, promulgó la ley de Seguridad Social, inauguró la Universidad Simón Bolívar y el puente de Angostura, sobre el río Orinoco. Su gobierno comenzó con una coalición de partidos a la que se denominó la Amplia Base, integrando a AD, URD y el FND.
Aunque su gobierno fue de concordia general y entendimiento entre los sectores de la población, tuvo que lidiar con numerosos ataques de la guerrilla comunista auspiciada por el régimen cubano. De entre estos destaca la invasión a las playas de Machurucuto en mayo de 1967. Viendo que rendía pocos frutos sin llegar a tener apoyo de las clases populares, la mayor parte de los guerrilleros abandonaron la lucha armada por la política electoral en ese año. El gobierno de Leoni también se destacó por la conclusión de obras públicas y el desarrollo cultural.

## Primer gobierno de Rafael Caldera

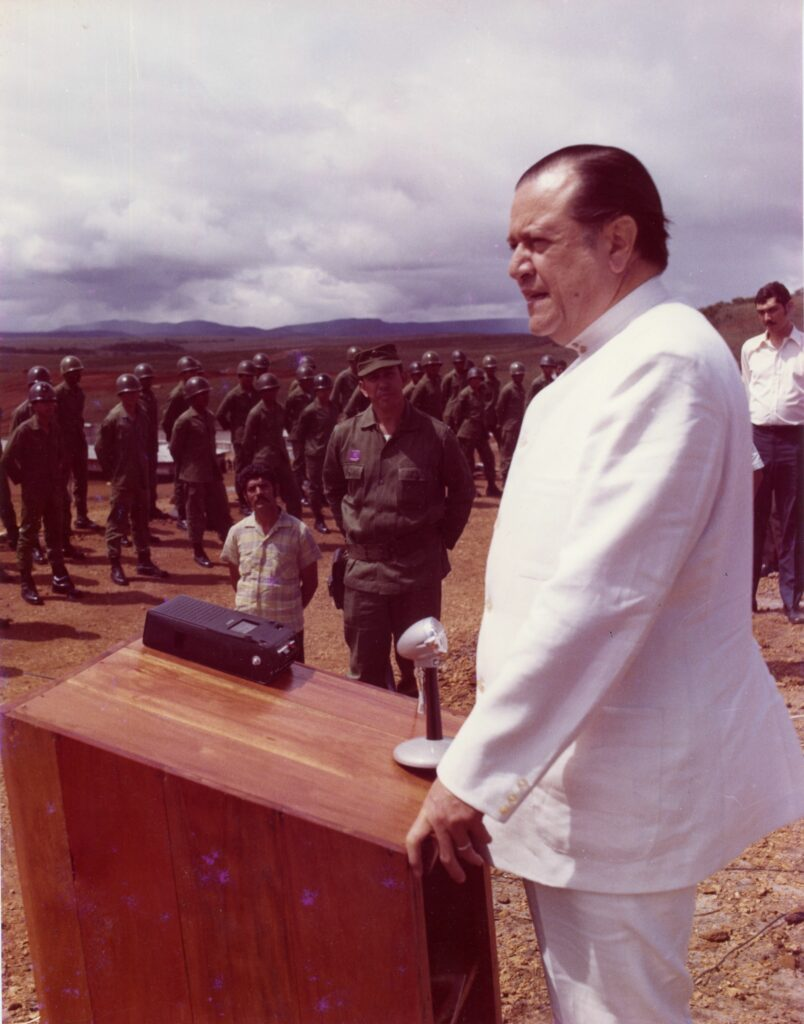
Rafael Caldera durante una visita al Campamento Mariscal Sucre. La Gran Sabana, 1971.

En diciembre de 1968 es elegido presidente Rafael Caldera. Antes de tomar posesión, en 1969, estalló la insurrección de Rupununi en Guyana, que representó una oportunidad para anexar parte del Esequibo que reclamaba Venezuela. En este contexto, firmó el Protocolo de Puerto España en 1970, congelando las reclamaciones por 12 años. Pactó la tregua definitiva con la guerrilla y garantizó su integración a la vida política, legalizando el PCV.

## Primer gobierno de Carlos Andrés Pérez

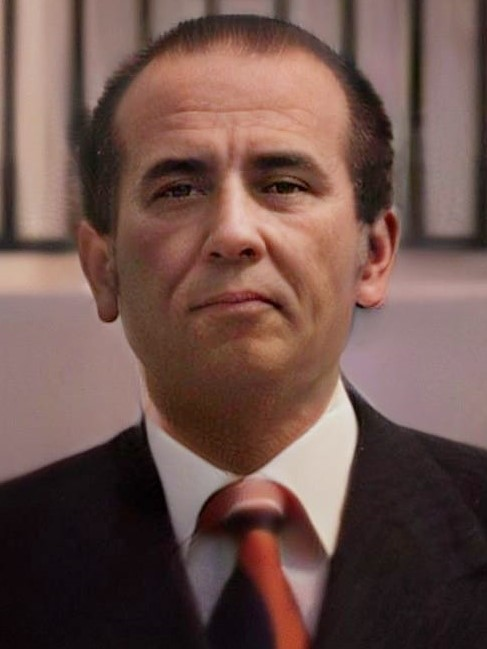
Carlos Andrés Pérez en 1977.

En 1974 asumió la presidencia Carlos Andrés Pérez. En su gobierno se hizo notable el profuso ingreso de divisas por concepto del petróleo y los altos estándares de vida que adquirió la población, llegándose a la acepción de la Venezuela Saudita, en la que creció aceleradamente el producto interno bruto. En 1975 nacionalizó la industria del hierro, y al año siguiente, la del petróleo, creando la empresa estatal PDVSA. Tanto Caldera como Pérez rompieron parcialmente con la Doctrina Betancourt.

## Gobierno de Luis Herrera Campíns

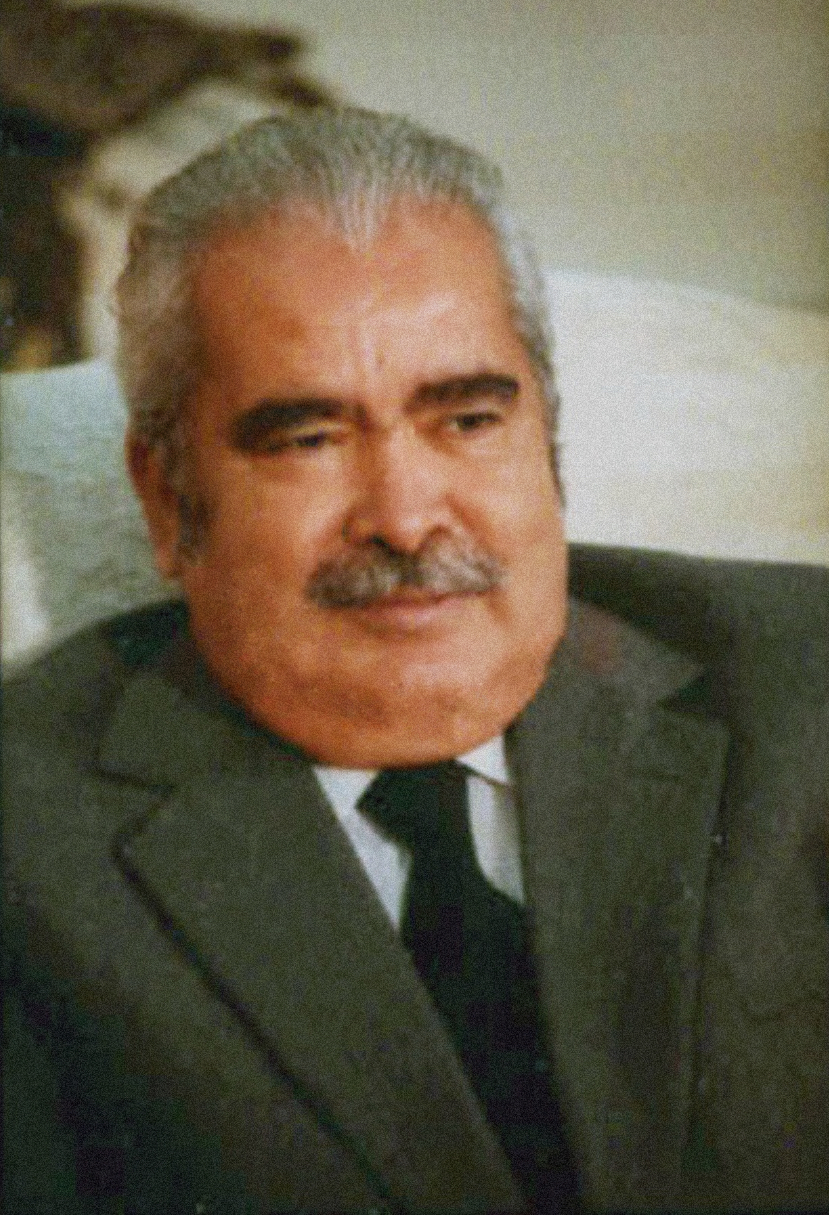
Luis Herrera Campíns.

En 1979, Luis Herrera Campíns es investido como Presidente. En su discurso inaugural declaró "recibo una Venezuela hipotecada". Su Gobierno inauguró múltiples instalaciones culturales y deportivas, así como el Metro de Caracas. Aunque los ingresos petroleros siguieron acrecentándose, ello no impidió que el país se endeudara en las finanzas internacionales, forzando el apego a los dictámenes del Fondo Monetario Internacional. En 1983 se produjo la devaluación del bolívar en el llamado Viernes Negro, desatando una fuerte crisis económica.

## Gobierno de Jaime Lusinchi

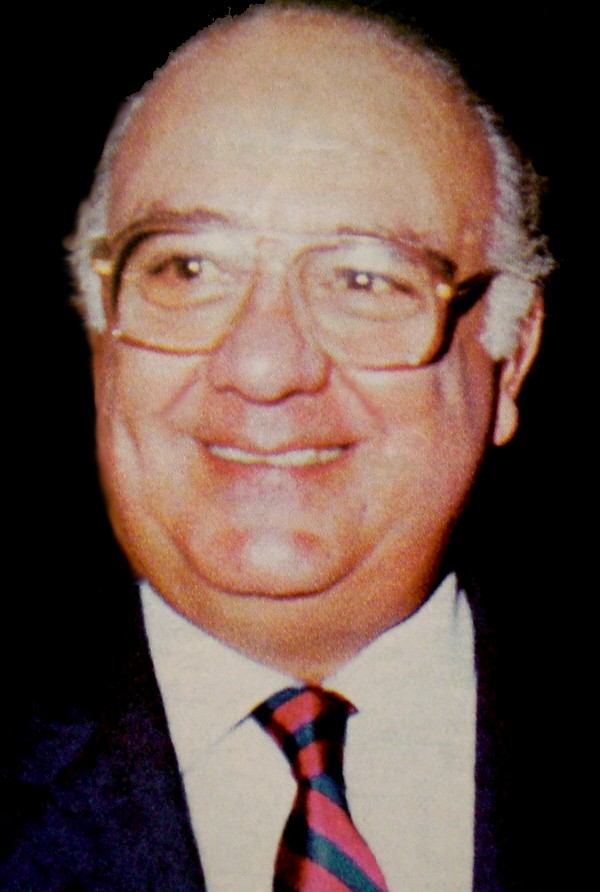
Jaime Lusinchi en 1989.

En el gobierno de Jaime Lusinchi, se haría poco para contrarrestarla. Los índices de corrupción se vieron incrementados, destacando el caso RECADI y la política económica siguió manteniendo la línea rentista. Por otra parte, en 1987 ocurrió el Marzo merideño y se vivió el mayor momento de tensión militar internacional en los últimos años, cuando la corbeta colombiana A.R.C. Caldas ingresó clandestinamente en aguas del Golfo de Venezuela. Fue una crisis que se originó en la disputa por la soberanía en dicho golfo entre ambas naciones, y sobre la que no se había alcanzado acuerdo. Los medios hablaban de una posible guerra, pero el conflicto se resolvió por medio del diálogo y el retiro de la corbeta. También destaca el peculiar episodio de la Noche de los tanques, una extraña movilización de tanques que tomaron posiciones estratégicas en Caracas. Informes de inteligencia señalan que consistió en un golpe de Estado frustrado.

## Segundo gobierno de Carlos Andrés Pérez
Durante el segundo gobierno de Carlos Andrés Pérez la situación del país se vuelve inestable, sobre todo después de la implementación de un "paquete económico" auspiciado por el Fondo Monetario Internacional, que trajo como consecuencias inmediatas un aumento en la cesta alimentaria básica, del pasaje estudiantil, y de la gasolina, por lo cual se produce una revuelta popular conocida como el “Caracazo”, la cual fue violentamente reprimida por la policía y el ejército, dejando miles de muertos y desaparecidos.

### Intentos de golpe de Estado de 1992

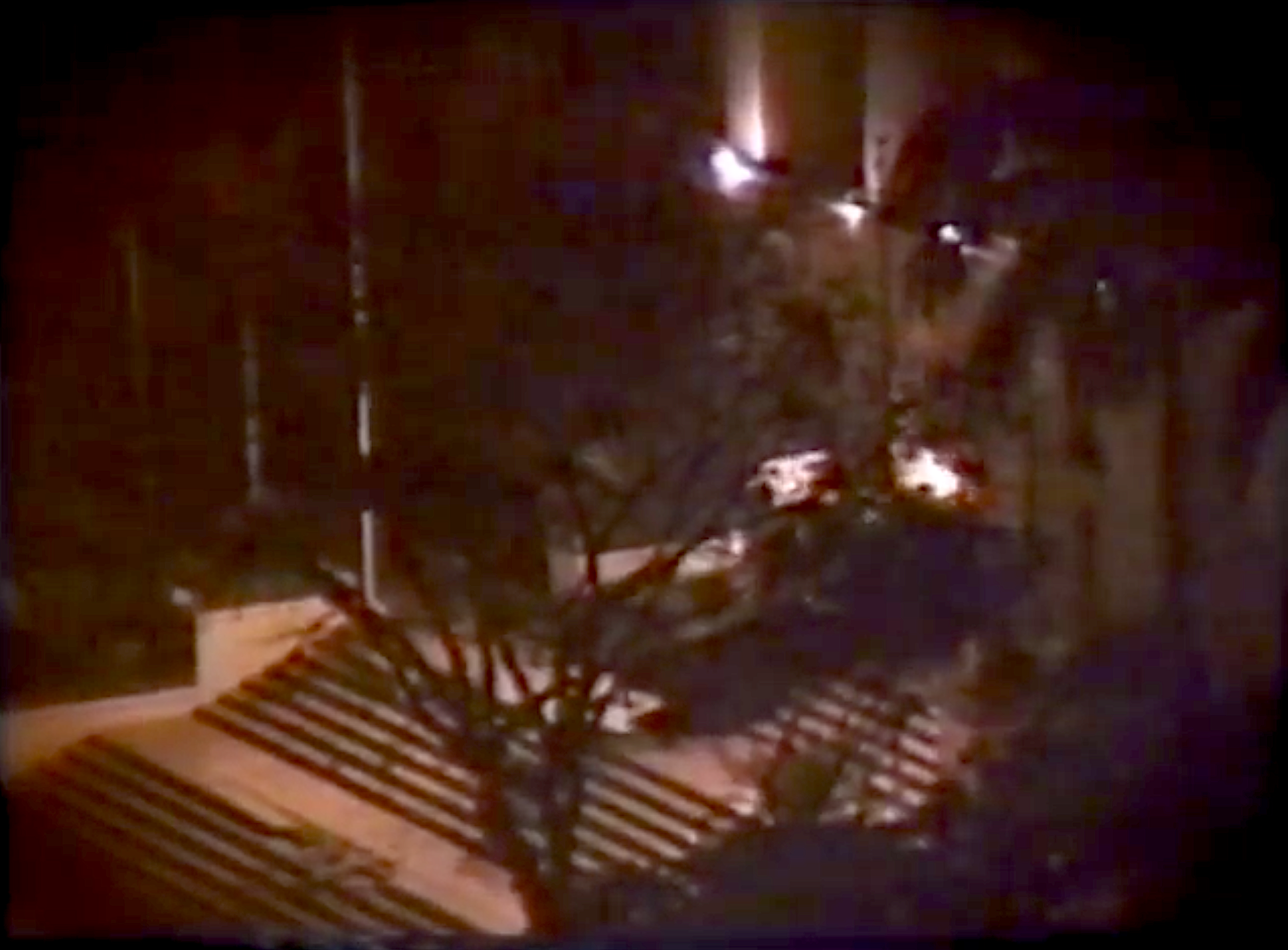
Intento del golpe de Estado del 4 de febrero.

Durante su convulsionado gobierno también se dieron dos intentos de golpe de Estado, durante el año 1992, uno en febrero comandado por el teniente coronel Hugo Chávez, y otro en noviembre, al mando de un buen número de militares de la aviación venezolana. Ambos golpes fracasaron por la poca o nula respuesta del resto de la Fuerza Armada, mas no contribuyó a mejorar la ya desacreditada imagen del Presidente.

### Destitución
El 21 de mayo de 1993 Carlos Andrés Pérez fue destituido por el Congreso Nacional luego de ser imputado por corrupción por el ministro de Justicia. El Presidente del Congreso (Octavio Lepage) estuvo a cargo del gobierno hasta que Ramón José Velásquez fue elegido por el Congreso el 4 de junio de 1993 iniciando el gobierno interino de Ramón J. Velásquez.

## Gobierno interino de Octavio Lepage

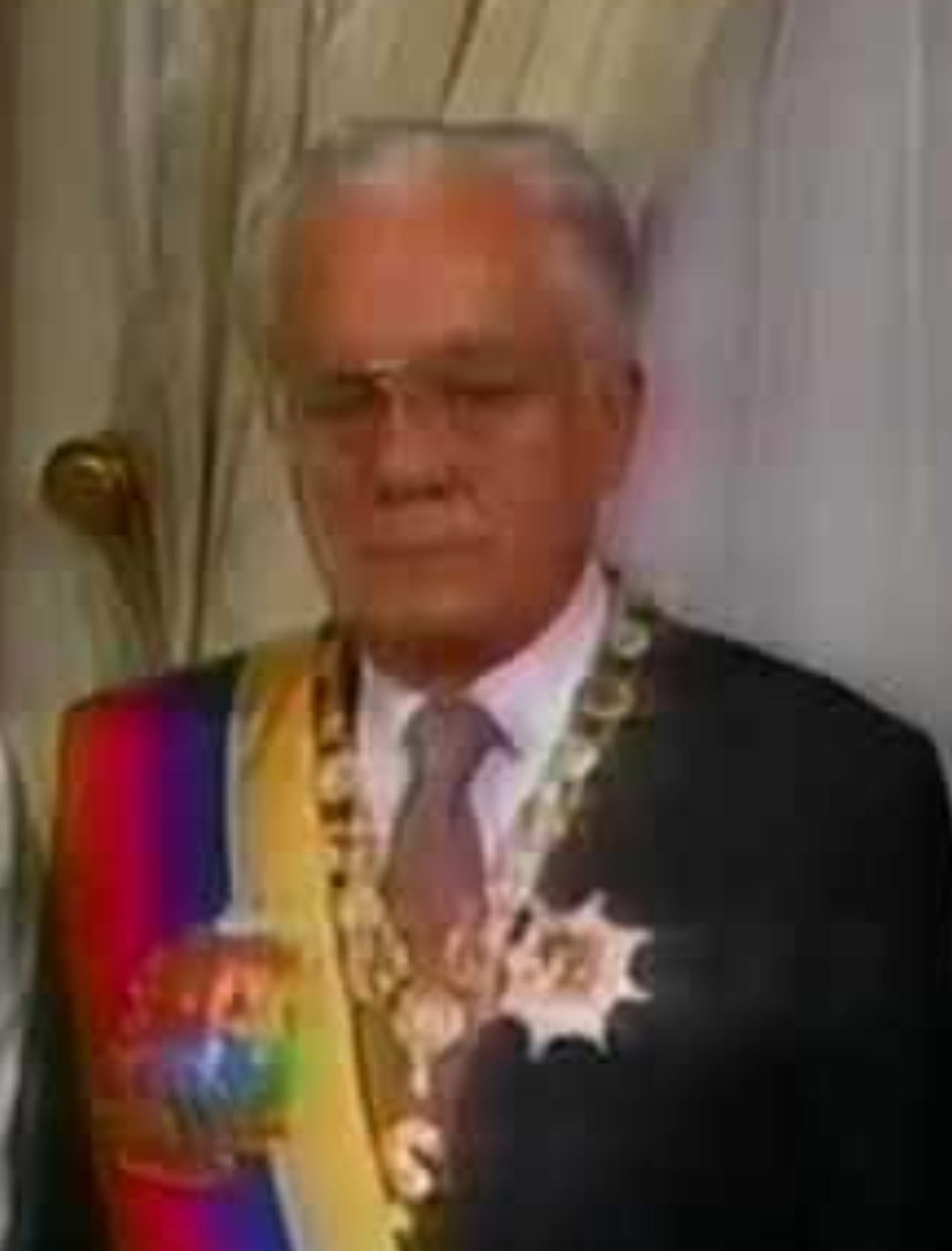
Octavio Lepage.

El gobierno interino de Octavio Lepage duró quince días, entre el 21 de mayo y el 5 de junio de 1993, tras ser nombrado presidente interino por el Congreso Nacional de Venezuela, debido al proceso de destitución de Carlos Andrés Pérez.

## Gobierno interino de Ramón J. Velásquez

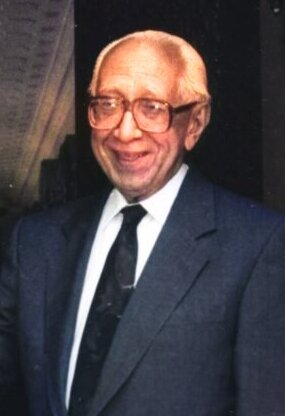
Ramón J. Velásquez.

El gobierno interino de Ramón J. Velásquez estuvo comprendido entre 1993 y 1994, cuando fue nombrado por el Congreso Nacional de Venezuela presidente interino, tras el proceso de destitución de Carlos Andrés Pérez y el breve gobierno interino de Octavio Lepage, terminando así los últimos ocho meses del quinquenio de Pérez y el período conocido como puntofijismo. Velásquez fue el último de siete presidentes adecos.
El presidente Velásquez asumió como política central de su gobierno un proyecto de descentralización de la nación, creando el Ministerio de Estado para la Descentralización.
El gobierno interino legisló con una Ley Habilitante. Su política económica incluyó la suspensión de las privatizaciones que estaban siendo llevadas a cabo por el segundo gobierno de CAP y lidió con el inicio de la crisis bancaria de 1994, interviniendo sin éxito el Banco Latino. Su política judicial fue criticada por el escándalo tras el indulto al narcotraficante Larry Tovar Acuña, donde la firma del presidente fue falsificada por su secretaria privada, quien fue condenada posteriormente.
Tras los intentos de golpe de Estado de 1992 contra CAP y bajo un clima de desconfianza, el presidente Velásquez intentó reemplazar al ministro de Defensa Radamés Muñoz y a todos los miembros de la cúpula castrense durante la mayor parte de su presidencia, hasta que se hizo por decisión del recién electo presidente Rafael Caldera en enero de 1994.
Su política exterior estuvo vinculada a los intereses de la integración latinoamericana, llevando a cabo un acuerdo entre los países del Caribe (Caricom) y el G-3.

## Segundo gobierno de Rafael Caldera

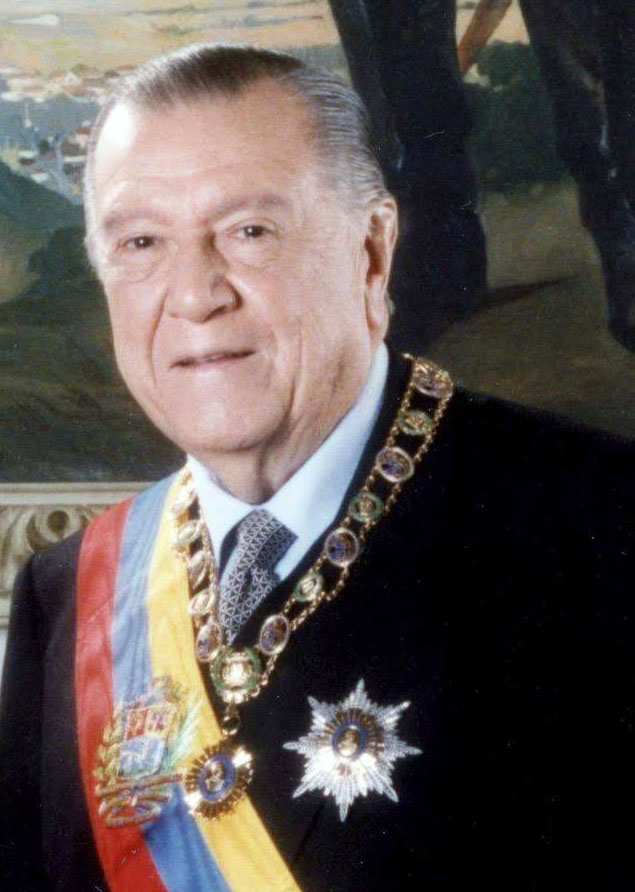
Rafael Caldera en 1994. Fue el presidente que gobernó democráticamente por más tiempo en el, durante diez años no consecutivos.

Rafael Caldera llega al poder por segunda vez en 1994. Con este triunfo, recoge los frutos de su discurso del 4 de febrero de 1992, fecha de una intentona golpista en contra del segundo gobierno de Carlos Andrés Pérez. La frase de Caldera «Es difícil pedirle al pueblo que se inmole por la libertad y por la democracia cuando piensa que la libertad y la democracia no ha sido capaz de darle de comer», junto a su apoyo tácito al Caracazo con anterioridad en 1989, marcó el inicio de su marcha a Miraflores, para su segundo mandato. El gobierno de Caldera se caracterizó por ser ampliamente ineficaz, aunque prometió durante su campaña no acudir jamás ante el Fondo Monetario Internacional (FMI), debió hacerlo ante la crisis económica y su incapacidad de gestión, siendo la Agenda Venezuela su punta de lanza para aplicar su proyecto económico que prometía restablecer el equilibrio macroeconómico y apalear la inflación.
Tuvo que manejar una fuerte crisis bancaria en 1994. El derrumbe e intervención de una decena de bancos culminó con la fuga de capitales, provocando también el quiebre de empresas. Para frenar la crisis, inició una política de privatizaciones, pero la grave situación económica continuó. La situación catalizó el decaimiento de los partidos políticos que habían estado activos desde mediados del siglo XX.